# Malcolm River
Der Malcolm River ist ein etwa 96 km langer Zufluss der Beaufortsee, ein Randmeer des Arktischen Ozeans, im US-Bundesstaat Alaska und im kanadischen Territorium Yukon.

## Flusslauf
Der Malcolm River entspringt in den British Mountains in Alaska etwa 3 km von der kanadischen Grenze entfernt auf einer Höhe von etwa 1400 m. Das Quellgebiet befindet sich 23,5 km östlich von Mount Greenough. Der Malcolm River fließt anfangs in Richtung Ostnordost und überquert die kanadische Grenze. Anschließend fließt er in einem Linksbogen nach Norden und überquert nach etwa 3 km die Staatsgrenze, um nach weiteren 3,5 km innerhalb Alaskas erneut nach Kanada zu wechseln. Anschließend fließt der Malcolm River 12 km nach Nordosten, danach 25 km nach Osten. Im Unterlauf wendet sich der Malcolm River in Richtung Nordnordost. Er durchschneidet eine Gebirgskette und erreicht schließlich die Küstenebene. Dort zweigen mehrere Mündungsarme linksseitig vom Hauptfluss ab. Der Hauptfluss wendet sich auf den letzten 20 Kilometern nach Nordosten und mündet unmittelbar westlich der Flussmündung des Firth River in eine Lagune, die von der Nehrung Nunaluk Spit begrenzt wird. Die Mündung des Malcolm River befindet sich 10 km westlich von Herschel Island. Der Flusslauf innerhalb Kanadas liegt im Ivvavik-Nationalpark. Das etwa 1080 km² große Einzugsgebiet des Malcolm River grenzt im Osten und im Süden an das des Firth River, im Westen an das des Kongakut River sowie im Norden an die Einzugsgebiete von Clarence River und Fish Creek.

## Namensgebung
Der Fluss wurde von John Franklin am 23. Juli 1826 zu Ehren von Admiral Sir Pulteney Malcolm benannt.